# Lo Puget de Cuer
Puget Vila (en francès Puget-Ville) és un municipi francès situat al departament del Var i a la regió de Provença – Alps – Costa Blava.

## Demografia
| 1962                                       | 1968  | 1975  | 1982  | 1990  | 1999  | 2006  |
| ------------------------------------------ | ----- | ----- | ----- | ----- | ----- | ----- |
| 1.628                                      | 1.755 | 1.819 | 2.115 | 2.591 | 3.080 | 3.516 |
| Des de 1962: població sense dobles comptes |       |       |       |       |       |       |

## Administració
| Període   | Identitat     | Partit        |
| --------- | ------------- | ------------- |
| 1990-1995 | Pierre Brunet |               |
| 1995-     | Max Bastide   | Divers gauche |

## Agermanaments
- Roccaforte Mondovì
- Aleksandrów Łódzki